# الدوري الأدرياتيكي 2010–11
الدوري الأدرياتيكي 2010–11 (بالصربية: Јадранска лига у кошарци 2010/11.)‏ هو الموسم 10 من  الدوري الأدرياتيكي. أقيم خلال الفترة 8 أكتوبر 2010 وحتى 21 أبريل 2011، وأشرف على تنظيمه اتحاد الدوريات الأوروبية لكرة السلة ‏، وكان عدد الأندية المشاركة فيه  14، وفاز فيه نادي بارتيزان لكرة السلة.